# Ball de diables de Reus
El Ball de diables de Reus forma part del Seguici Festiu de la ciutat. La tradició del Ball de diables està documentada des de la segona meitat del segle xviii, tot i que podria ser anterior. Aquest ball estava vinculat amb el gremi dels boters. Quan va desaparèixer el gremi, el Ball va agafar format de colla, i adoptà l'estructura que tenia fins fa un temps (1979), o sigui, sense membres fixos, amb vestits de propietat particular o llogats i que sortien a les festes amb un nombre variable de components. Cadascú es pagava les carretilles. Tot i l'existència actual d'una entitat consolidada, en algunes sortides (nit de sant Joan i la Baixada de Misericòrdia) també hi participen altres diables a títol individual. En els seus orígens, el Ball de Diables segurament tenia parlaments, tal com en tenia el Ball de Sant Miquel que era protagonitzat per diables. Malgrat això al Priorat i al Baix Camp els balls de diables actualment no en tenen.
Antoni de Bofarull de manera molt personal i basant-se en els seus records, fa referència al Ball de Diables: 
| « | Ja he indicat que antigament hi havia ball de diables, és a dir, ball de parlaments, en lo que'ls protagonistas portavan vestiduras infernals, consitents en calsas y jech, y unit a aquest una caputxa ab banyas, fet tot de tela de sach, demunt de la qual hi havia cosidas, de panyo negre retallat, figuras de dragons, ratas pinyadas, serps y altres atributs semblants, portant a la mà, cada hú dels diables, un llarch bastó, a l'extrem del qual, per mitjà de una caragola llevadissa, s'hi agantxava una carretilla que, encesa y donant voltas entorn de aquella, produhia l'efecte com si fos un paraygua de foch; lo ball representat fou dels que menos s'anà fent, y en cambi s'adoptà aquella vestidura des de llavors, en tota classe de festas, com per a fer una espècie de fochs artificials ambulants, pusquan té lloch tal cas, molts particulars llogan un vestit de ball de diable (així ho anomenan y no vestit de diable, lo que prova son origen), se penjan al coll un civader ple de carretillas, y passejantse per tot arreu, allà on bé els sembla, aganxan una carretilla, li pegan foch i fentla voltar ab forsa, s'obren pas per tot allà on volen. | » |

Santasusagna diu que el Ball de Diables s'acompanyava amb dos timbals.

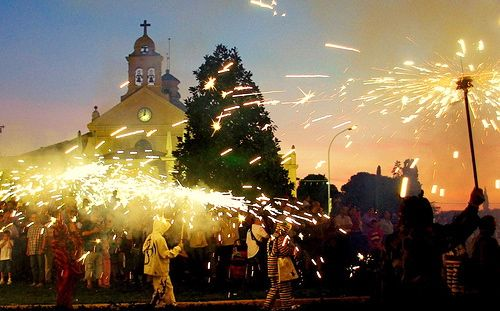
El Ball de Diables de Reus davant de l'ermita de Misericòrdia

Les festes en què participaven històricament eren les solemnitats cíviques o religioses, sobretot les relacionades amb les festes de la Mare de Déu de Misericòrdia, el carnaval i les festes de barri. En canvi, a la Festa Major de Sant Pere, tot i que hi havien participat amb el Ball de Sant Miquel, van deixar de tenir-hi presència i la seva incorporació a aquesta Festa no s'ha produït fins als temps recents. Amb la desaparició del Carnaval a partir de la dictadura de Primo de Rivera i sobretot amb el franquisme, i el canvi de continguts de les festes de barri, el Ball de Diables va reduir dràsticament el nombre de sortides i es limitaven a participar en les festes de la Coronació de la Mare de Déu de Misericòrdia que se celebraven cada 25 anys. A partir de 1979 el Ball de Diables es va reincorporar a les celebracions festives cíviques i populars.
Els components dels diables de Reus porten uns vestits formats per jaqueta amb caputxa i banyes i pantalons, tot de roba gruixuda (antigament roba de sac, i encara se'n veuen alguns) poc inflamable, amb decoracions de motius geomètrics, diables, iconografia relacionada amb l'infern o la natura, cosits o brodats al damunt, segons el costum del Baix Camp i el Priorat; així doncs, no es trobaran mai, dos vestits iguals. Porten un civader o una bossa per posar-hi les carretilles, i una maça de fusta. Normalment porten ulleres protectores i una metxa de combustió lenta per encendre les carretilles, que són uns coets sense canya que, en ser col·locats al capdamunt de la maça, produeixen l'efecte d'un paraigua de foc, i evolucionen sota les seves espurnes. Les carretilles poden ser blanques, grogues o xiuladores.
L'actual Ball de Diables de Reus és una entitat nascuda l'any 1981 i que té diverses seccions: Diables, la Cabra, El Drac, els Diables infantils, el Drac petit, la Cabra petita, Els Bitllers de Reus i la Batucada Trokatrons. El Ball de Diables i el Drac són elements del Seguici Festiu de Reus. Realitzen la «Baixada al Santuari» i fan des del 1981 la carretillada davant del Santuari de la Mare de Déu de Misericòrdia el dia 25 de setembre. També surten per Carnaval, robant el braç incorrupte del Rei Carnestoltes i cremant-lo el Dimecres de Cendra. Participen en la Festa Major de Sant Pere amb la cercavila de foc de la nit de Sant Joan (23 de juny), i són un dels elements del seguici festiu per la Festa Major, i a la processó de Sant Pere del dia 29 de juny realitzen una carretillada a la Plaça Mercadal les darreres hores del dia.